# Иванска
Иванска (хорв. Ivanska) — община с центром в одноимённом посёлке в центральной части Хорватии, в Беловарско-Билогорской жупании. Население общины 2911 человек (2011), население посёлка — 722 человека. В состав общины кроме административного центра входит ещё 12 деревень.
Большинство населения общины составляют хорваты — 91,8 %, сербы насчитывают 6,4 %.
Населённые пункты общины находятся в холмистой местности на северной оконечности региона Мославина. В 15 км к западу расположен город Чазма, в 15 км к северу — Бьеловар. Иванска соединена местными дорогами с окрестными населёнными пунктами. Железные дороги по территории общины не проходят. В трёх километрах от посёлка протекает река Илова.
Приходская церковь Иоанна Крестителя в Иванске построена в 1845 году на месте руин старинной церкви XIV века. Помимо неё в общине также расположены церковь Трёх волхвов в деревне Стара-Площица, церковь св. Екатерины в деревне Самарица (обе — середина XIX века) и несколько часовен.
В 1903 году в деревне Стара-Площица, входящей в состав общины, родился известный писатель Джуро Судета.